# Ostmanggarai
Ostmanggarai, indonesisch Manggarai Timur, ist ein indonesischer Regierungsbezirk (Kabupaten) auf der Insel Flores. Er gehört neben 20 anderen Regierungsbezirken zur Provinz Nusa Tenggara Timur.

## Geographie
Ostmanggarai liegt im Westen der Insel Flores und erstreckt sich zwischen 08°14′ und 09°00′ s. Br. sowie zwischen 120°20′ und 120°55′ ö. L. Im Westen grenzt er an den Regierungsbezirk Manggarai, aus dem er 2007 abgespalten wurde, im Osten grenzt er an den Bezirk Ngada. Im Norden bildet die Floressee und im Süden die Sawusee eine natürliche Fläche. Zu Ostmanggarai gehören keine anderen Inseln.

## Verwaltungsgliederung
Am 17. Juli 20907 wurde das Gesetz Nr. 36/2007 verabschiedet, das die Errichtung des Kabupaten Manggarai Timur vorsah. Hierbei wurden aus dem östlichen Teil des Kabupaten Manggarai sechs (von zwölf) Kecamatan mit ~56 Prozent der Fläche (2.642,93 von 4.739,37 km²) und 47,5 % der Bevölkerung (2005: 224.207 von 472.339) abgetrennt und zu einer neuen, autonomen Verwaltungseinheit 2. Ordnung.
Mitte 2022 gliedert sich der Regierungsbezirk Ostmanggarai in 12 Distrikte (Kecamatan) mit 176 Dörfern, von denen 17 städtischen Typs waren. Eine tiefere Untergliederung erfolgt in 467 Dusun/Lingkungan (Weiler), 821 RW (Rukun Warga, Wohnviertel) und 1.984 RT (Rukun Tetangga, Nachbarschaften).
| Code 1   | Kecamatan Distrikt   | Ibu Kota Verwaltungssitz | Fläche (km²) | Einwohner Census 2010 2 | Volkszählung 2020 | Volkszählung 2020 | Volkszählung 2020 | Anzahl der Dörfer | Anzahl der Dörfer |
| Code 1   | Kecamatan Distrikt   | Ibu Kota Verwaltungssitz | Fläche (km²) | Einwohner Census 2010 2 | Einwohner 3       | 0Dichte 40        | Sex Ratio 5       | Desa 6            | Kel. 7            |
| -------- | -------------------- | ------------------------ | ------------ | ----------------------- | ----------------- | ----------------- | ----------------- | ----------------- | ----------------- |
| 53.19.01 | Borong               | Kota Ndora               | 177,09       | 61.509                  | 42.633            | 240,7             | 102,3             | 15                | 3                 |
| 53.19.02 | Lamba Leda Selatan   | Mandosawu                | 121,99       | 57.459                  | 33.428            | 274,0             | 98,7              | 21                | 3                 |
| 53.19.03 | Lamba Leda           | Tengku Leda              | 395,08       | 31.449                  | 32.627            | 82,6              | 102,9             | 24                | –                 |
| 53.19.04 | Sambi Rampas         | Pota                     | 368,87       | 26.175                  | 27.302            | 74,0              | 103,9             | 14                | 6                 |
| 53.19.05 | Elar                 | Tiwu Kondo               | 276,71       | 29.981                  | 15.140            | 54,7              | 105,3             | 14                | 1                 |
| 53.19.06 | Kota Komba           | Watu Nggene              | 511,00       | 46.171                  | 51.320            | 100,4             | 101,3             | 19                | 3                 |
| 53.19.07 | Rana Mese            | Golo Mongkok             | 207,10       | –                       | 28.935            | 139,7             | 103,0             | 21                | –                 |
| 53.19.08 | Lamba Leda Timur     | Lawir                    | 104,24       | –                       | 26.633            | 255,5             | 98,3              | 18                | –                 |
| 53.19.09 | Elar Selatan         | Wukir                    | 239,24       | –                       | 17.585            | 73,5              | 105,6             | 13                | 1                 |
| 53.19    | Kab. Manggarai Timur | Kab. Manggarai Timur     | 2.401,39     | 252.744                 | 275.603           | 114,8             | 102,4             | 159               | 17                |

### Verwaltungsgeschichte
Durch die lokale Verodung (PERDA) Nr. 7 des Jahres 2012 wurden 2012 drei neue Kecamatan gebildet:
- Kecamatan Mese durch Abspaltung aus dem Kecamatan Borong
- Kecamatan Elar Selatan durch Abspaltung aus dem Kecamatan Elar
- Kecamatan Poco Ranaka Timur durch Abspaltung aus dem Kecamatan Poco Ranaka

Am 30. September 2020 wurden die Namen der zwei Kecamatan geändert:
- Lamba Leda Selatan (53.19.02) hieß früher Ponco Ranaka
- Lamba Leda Timur (53.19.08) hieß früher Ponco Ranaka Timur

Schließlich wurden durch die lokale Verordnung Nr. 3 des Jahres 2020 drei neue Kecamatan geschaffen, die wie folgt lauten:
- Kecamatan Kota Komba Utara (53.19.10): 11 Desa aus Kota Komba ausgegliedert
- Kecamatan Lamba Leda Utara (53.19.11): 11 Desa aus Leda Lemba ausgegliedert
- Kecamatan Congkar	(53.19.12): 8 Desa und 2 Kelurahan aus Sambi Ramapas ausgegliedert

Aufgrund fehlender Angaben wurden die letzten drei Änderungen in obiger Tabelle nicht berücksichtigt.

## Demographie
| Jahr | Gesamt  |
| 2020 | 275.600 |
| 2019 | 287.210 |
| 2018 | 283.313 |
| 2017 | 280.118 |
| 2016 | 276.620 |
| 2015 | 272.514 |
| 2014 | 283.085 |
| 2013 | 289.148 |
| 2012 | 263.142 |
| 2011 | 260.184 |
| 2010 | 253.910 |

Zur Volkszählung im September 2020 (indonesisch Sensus Penduduk – SP2020) lebten im Kabupaten Manggarai Timur 275.603 Menschen, davon 136.142 Frauen (49,40 %) und 139.461 Männer (50,60 %). Gegenüber dem letzten Census (2010) sank der Frauenanteil um 0,99 %. Mitte 2022 waren 92,48 Prozent der Einwohner Katholiken und 0,42 % Protestanten, zum Islam bekannten sich 7,08 %. 69,06 Prozent (191.410 Personen) gehörten zur erwerbsfähigen Bevölkerung (15–64 Jahre); 26,96 % waren Kinder und 3,97 % im Rentenalter. Von der Gesamtbevölkerung waren 54,02 % ledig, 43,78 % verheiratet, 0,06 % geschieden und 2,14 % verwitwet. Der HDI-Index war 2020 mit 60,85 einer der tiefsten der Provinz.